# 渾瑊
渾瑊（736年—799年），本名進，皋蘭州（今寧夏青銅峽南）人，出自鐵勒族渾部。唐朝將領。
高祖浑阿贪支，属铁勒族浑部，世居皋兰州（今宁夏银南黄河河曲）。曾祖浑元庆，祖父浑大寿世袭皋兰州都督。父渾釋之是朔方軍軍官。天寶五年（746年），渾瑊十一岁入朔方军（治所在今宁夏吴忠西北），隨父作戰，善騎射，立“跳蕩功”。天宝七年（748年），與賀魯部作戰，授“折衝果毅”。后从朔方节度使安思顺讨伐葛罗禄，因功迁中郎将。安史之亂後，佐郭子仪收复西京，后歸河東節度史李光弼指揮，在河北作戰，因射死李立節，升為左驍衛將軍。軍功卓著，升加開府儀同三司、太常卿。广德元年（763年），仆固怀恩反唐，攻灵武，浑释之战死，浑瑊任朔方行营兵马使。后与吐蕃争战多年，升左金吾卫大将军。建中四年（783年），朱泚作乱，奉天之圍，渾瑊率军冒矢死守奉天（今陕西乾县）。涇原兵變中李懷光叛亂，渾瑊護送德宗逃至漢中。次年，与李晟联兵收复京师，乱平，官至邠、宁、庆副元帅。
貞元三年（787年），吐蕃佔鹽（今寧夏、陝西交界地區）、夏（今陝西省橫山縣北白城子）二州，會盟於唐。德宗命河中（今山西永濟）節度使渾瑊為會盟主監使。李晟切戒浑瑊，须严密防备，渾瑊不疑有他。5月15日盟于平涼州，吐蕃伏兵起，盡擄官員士卒，渾瑊奪馬隻身逃歸，史稱平涼劫盟。後鎮守奉天，修築鹽州城，因功升至檢校司徒兼中書令。浑瑊为人谦虚，“虽位穷将相，无自矜大之色”，做事谨慎，“故能以功名终”。渾瑊累遷至開府儀同三司、試太常卿、寧朔郡王。貞元十五年（799年），卒于任上，年六十四，赠太师。
五子：浑鍊，左羽林將軍；浑鎬，義武軍節度使；浑鉅，雅州刺史；浑鋼，天德軍防禦使；浑鐬，振武軍節度使。

## 延伸阅读
[在维基数据编辑]
 《舊唐書·卷134》，出自刘昫《舊唐書》
 《新唐書·卷155》，出自《新唐書》